# روني ألين
روني ألين (بالإنجليزية: Ronnie Allen)‏ (و. 1929 – 2001 م) هو لاعب كرة قدم، ومدرب كرة قدم، من المملكة المتحدة، يلعب كمهاجم، توفي عن عمر يناهز 72 عاماً.

## التعليم
تعلم في Mitchell High School, Stoke-on-Trent ‏.

## مسيرته الكروية
لعب روني ألين خلال مسيرته الاحترافية مع 3 أندية في عشرون موسمًا وسجل خلالها 276 هدف ضمن 638 مباراة. حيث فاز في موسم واحد بالكأس ولم يفز بأي دوري.
خاض روني ألين مسيرته مع نادي بورت فايل في موسم 1946–47 ليلعب معه أربعة مواسم، مشاركًا في 123 مباراة سجل خلالها 34 هدفًا. ثم انتقل إلى نادي وست بروميتش ألبيون في موسم 1949–50 ليلعب معه اثنا عشر موسمًا، حيث شارك في 415 مباراة سجل خلالها 208 هدف. لينتقل بعدها إلى نادي كريستال بالاس في موسم 1961–62 ليلعب معه أربعة مواسم، مشاركًا في 100 مباراة سجل خلالها 34 هدفًا.

## روابط خارجية
- روني ألين على موقع قاعدة بيانات كرة القدم.إي يو (الإنجليزية)
- روني ألين على موقع ناشيونال فوتبول تيمز (الإنجليزية)